# Ортона дей Марси
Орто̀на дей Ма̀рси (на италиански: Ortona dei Marsi) е село и община в Южна Италия, провинция Акуила, регион Абруцо. Разположено е на 1003 m надморска височина. Населението на общината е 553 души (към 2014 г.).